# V386 Большого Пса
V386 Большого Пса (лат. V386 Canis Majoris) — одиночная переменная звезда в созвездии Большого Пса на расстоянии (вычисленном из значения параллакса) приблизительно 10572 световых лет (около 3241 парсека) от Солнца. Видимая звёздная величина звезды — от +12,4m до +11,6m.

## Характеристики
V386 Большого Пса — пульсирующая медленная неправильная переменная звезда (LB).